# Pedicularis dulongensis
Pedicularis dulongensis är en snyltrotsväxtart som beskrevs av H.P. Yang. Pedicularis dulongensis ingår i släktet spiror, och familjen snyltrotsväxter. Inga underarter finns listade i Catalogue of Life.